# Liste der Naturdenkmale im Unstrut-Hainich-Kreis
In der Liste der Naturdenkmale im Unstrut-Hainich-Kreis sind die Naturdenkmale im Gebiet des Unstrut-Hainich-Kreises in Thüringen aufgelistet.

## Naturdenkmale
| Nr. | Bezeichnung                                                                                 | Botanische Bezeichnung                              | Lage                             | Kommune                               | Gemarkung               | Beschreibung | Bild           |
| --- | ------------------------------------------------------------------------------------------- | --------------------------------------------------- | -------------------------------- | ------------------------------------- | ----------------------- | --- | -------------- |
|     | Altengottern - Vier alte Unstrutarme                                                        | Altarm                                              | 51° 10′ 0,5″ N, 10° 32′ 7,4″ O   | Mühlhausen/Thüringen, Unstrut-Hainich | Bollstedt, Altengottern | Durch Eindeichung von der Unstrut abgetrennte Altarme. Seit 1938 unter Schutz. Teil des FFH-Gebietes „Keuperhügel und Unstrutniederung bei Mühlhausen“.                                                                        | Bild gesucht   |
|     | Bad Langensalza, OT Ufhoven - Sülzenberglinde                                               | Sommerlinde                                         | 51° 5′ 52,1″ N, 10° 37′ 54,8″ O  | Bad Langensalza                       | Ufhoven                 | seit 5. März 2012 geschützt. Am 18. Oktober 1955 als Ersatz für das am 18. Juli 1955 umgestürzte Wahrzeichen des Ortes Ufhoven gepflanzt.                                                                                      | Bild gesucht   |
|     | Bad Tennstedt - Der Bruchteich                                                              |                                                     | 51° 9′ 20,2″ N, 10° 49′ 38,6″ O  | Bad Tennstedt                         | Bad Tennstedt           | Der Überlieferung nach aus einem gefluteten Steinbruch entstanden. 1816 von Goethe besucht, seit 1938 geschützt. Fläche 0,2 ha.                                                                                                | Bild gesucht   |
|     | Bad Tennstedt - Gläserlöcher und das Kutscherloch                                           | Karstquellen                                        | 51° 9′ 21,6″ N, 10° 49′ 34,7″ O  | Bad Tennstedt                         | Bad Tennstedt           | Karstquellen mit interessanten Farberscheinungen, seit 1938 geschützt. Fläche 0,2 ha. | Bild gesucht   |
|     | Issersheilingen - Findling (Anger)                                                          | Findling                                            | 51° 12′ 17,6″ N, 10° 38′ 55,3″ O | Nottertal-Heilinger Höhen             | Issersheilingen         | Findling, Größe 75 cm × 53 cm. Seit 1938 geschützt. | Bild gesucht   |
|     | Gemeinde Vogtei, OT Langula - Erdfall (bei der Dorfstelle Harterode)                        | Erdfall                                             | 51° 8′ 37,3″ N, 10° 24′ 26,3″ O  | Vogtei                                | Langula                 | Westlich des Ortes auf Landwirtschaftsfläche, seit 1941 geschützt. Größe 0,15 ha. | Bild gesucht   |
|     | Mühlhausen - die dicke Linde                                                                | Sommerlinde                                         | 51° 12′ 29,6″ N, 10° 25′ 57,7″ O | Mühlhausen/Thüringen                  | Mühlhausen              | Am Breitsülzenbach im Johannistal nahe bei der Brücke im westlichen Stadtrandgebiet. Nach Blitzeinschlag fast zerstört. | weitere Bilder |
|     | Mühlhausen - Korpusbuche                                                                    | Hainbuche                                           | 51° 11′ 26,2″ N, 10° 22′ 45,5″ O | Mühlhausen/Thüringen                  | Mühlhausen              | seit 5. März 2012 geschützt. Etwa 400 Jahre alte, 18 m hohe Hainbuche mit 3,80 m Umfang. Der Stamm ist hohl, der Baum wurde 1992 saniert.                                                                                      |                |
|     | Mühlhausen OT Schröterode - Linden am Windeberger Kreuz                                     | Sommerlinden                                        | 51° 14′ 4,2″ N, 10° 29′ 1,3″ O   | Mühlhausen/Thüringen                  | Schröterode             | seit 5. März 2012 geschützt. Etwa 100 Jahre alte Lindengruppe. |                |
|     | Bad Langensalza, OT Nägelstedt - Quelle der Teichmühle                                      | Quelle                                              | 51° 6′ 26,6″ N, 10° 43′ 5,5″ O   | Bad Langensalza                       | Nägelstedt              | Seit über 500 Jahren durch eine Mühle genutzte Quelle etwa 800 m östlich der Ortsmitte von Nägelstedt auf Privatgrundstück. Das künstliche Quellbecken hat etwa 8 m Durchmesser und 5,5 m Tiefe. Seit dem Jahr 1938 geschützt. | Bild gesucht   |
|     | Bad Langensalza, OT Ufhoven - Erdfall „Große Golke“                                         | Erdfall                                             | 51° 5′ 32″ N, 10° 37′ 11,2″ O    | Bad Langensalza                       | Ufhoven                 | Erdfallquelle, etwa 970 m südwestlich der Kirche von Ufhoven. Erstmals 1537 erwähnt, seit 1938 geschützt. Fläche 0,27 ha. | weitere Bilder |
|     | Bad Langensalza, OT Ufhoven - Erdfall „Kleine Golke“                                        | Erdfall                                             | 51° 5′ 25,8″ N, 10° 37′ 1,3″ O   | Bad Langensalza                       | Ufhoven                 | Erdfallquelle, etwa 1300 m südwestlich der Kirche von Ufhoven im Naturschutzgebiet „Zimmerbachtal“. Erstmals 1537 erwähnt, seit 1821 durch einen Erdwall umgeben, seit 1938 geschützt. Fläche 0,16 ha.                         |                |
|     | Bad Langensalza, OT Aschara - Erdfall „Egelsee“                                             | Erdfall                                             | 51° 3′ 0,7″ N, 10° 41′ 31,9″ O   | Bad Langensalza                       | Aschara                 | Erdfallquelle, seit 1938 geschützt. Fläche 0,2 ha. | Bild gesucht   |
|     | Mühlhausen - Egelsee                                                                        | Erdfall                                             | 51° 11′ 52,1″ N, 10° 25′ 44,4″ O | Mühlhausen/Thüringen                  | Mühlhausen              | Erdfall am südlichen Stadtrand von Mühlhausen. Fläche 0,3 ha, seit 1957 geschützt. | Bild gesucht   |
|     | Mühlhausen - Popperöder Quelle                                                              | Quelle                                              | 51° 12′ 3,3″ N, 10° 25′ 5,6″ O   | Mühlhausen/Thüringen                  | Mühlhausen              | Quelle im westlichen Stadtrandgebiet von Mühlhausen. Angeblich im Jahr 1199 bei einem Erdbeben durch einen Erdfall entstanden, seit 1938 geschützt.                                                                            |                |
|     | Mühlhausen - Thomaswiese                                                                    |                                                     | 51° 11′ 33″ N, 10° 25′ 31,1″ O   | Mühlhausen/Thüringen                  | Mühlhausen              | 13 ha großes Gebiet an der Straße nach Weidensee mit im 17. Jahrhundert angelegten Teichen. Vielfältige Flora und Fauna, seit 1963 geschützt.                                                                                  |                |
|     | Mühlhausen - Thomasquelle                                                                   | Erdfall                                             | 51° 11′ 39,5″ N, 10° 25′ 34,2″ O | Mühlhausen/Thüringen                  | Mühlhausen              | Im Januar 1901 entstandener Erdfall und Quelle in landwirtschaftlicher Fläche südlich der Stadt. 9 bis 14 m Durchmesser, etwa 47 m tief. Das 0,2 ha große Gebiet ist seit dem Jahr 2000 geschützt.                             | weitere Bilder |
|     | Mühlhausen - Travertinaufschlüsse im Johannistal                                            | Aufschluss                                          | 51° 12′ 33,1″ N, 10° 25′ 55,9″ O | Mühlhausen/Thüringen                  | Mühlhausen              | Ehemaliger kleinflächiger Steinbruch im westlichen Stadtgebiet von Mühlhausen, seit 1999 geschützt. | Bild gesucht   |
|     | Mühlhausen - Weißtanne im Forst „Grüne Pforte“                                              | Weißtanne                                           | 51° 12′ 12,2″ N, 10° 23′ 35,9″ O | Mühlhausen/Thüringen                  | Mühlhausen              | seit 5. März 2012 geschützt. | Bild gesucht   |
|     | Neunheilingen - Findling im Schlosshofe                                                     | Braunkohlenquarzit-Findlinge                        | 51° 11′ 27,2″ N, 10° 40′ 31,4″ O | Nottertal-Heilinger Höhen             | Neunheilingen           | Ein aufgestellter Stein und ein kleinerer liegender Stein im oberen Bereich des Schlossparkes, dort war im 19. Jahrhundert eine Grabstelle. Seit dem Jahr 1938 geschützt.                                                      | Bild gesucht   |
|     | Oberdorla - Zwei Erdfälle, der Melchiorbrunnen und der Kainspring                           | Erdfallquellen                                      | 51° 9′ 36″ N, 10° 24′ 18″ O      | Vogtei                                | Oberdorla               | Zwei von Bäumen umgebene Erdfallquellen westlich des Ortes. Der Kainspring wurde schon 1367 erwähnt. Die 0,1 ha große Fläche ist seit 1941 geschützt.                                                                          | weitere Bilder |
|     | Unstrut-Hainich, OT Alterstedt - Kirchlinde                                                 | Sommerlinde                                         | 51° 5′ 38,1″ N, 10° 32′ 58″ O    | Unstrut-Hainich                       | Alterstedt              | Etwa 250 Jahre alte, 16 m hohe, Linde mit 7,5 m Umfang neben der Kirche. Seit 1936 geschützt. |                |
|     | Blankenburg (Thüringen) - Traueresche                                                       | Gewöhnliche Esche (Fraxinus excelsior f. „pendula“) | 51° 12′ 13,3″ N, 10° 44′ 52,1″ O | Blankenburg                           | Blankenburg             | Etwa 15 m hoher Baum mit 2,25 m Umfang neben der Kirche. Seit 1937 geschützt. | Bild gesucht   |
|     | Bothenheilingen - Drei Linden auf dem Lindenberge                                           | Winterlinden (Tilia cordata)                        | 51° 11′ 16,8″ N, 10° 37′ 24,6″ O | Nottertal-Heilinger Höhen             | Bothenheilingen         | Nur noch ein etwa 20 m hoher Baum erhalten. 4,70 m Umfang auf der Festwiese am südlichen Ortsrand. Seit 1938 geschützt. | Bild gesucht   |
|     | Südeichsfeld, OT Diedorf - Stationslinden bei der Kirchrainstraße                           | Sommerlinde (Tilia platyphyllos)                    | 51° 10′ 41,2″ N, 10° 17′ 9,6″ O  | Südeichsfeld                          | Diedorf                 | Zwei 250 bis 300 Jahre alte, etwa 26 und 28 m hoher Bäume mit 4,75 m Umfang flankieren einen Bildstock am nordöstlichen Ortsrand. Seit 2004 geschützt.                                                                         | Bild gesucht   |
|     | Südeichsfeld, OT Diedorf - Wildkirschen                                                     | Vogelkirsche (Prunus avium)                         | 51° 10′ 14,5″ N, 10° 16′ 50,2″ O | Südeichsfeld                          | Diedorf                 | Zwei etwa 10 und 12 m hoher Bäume südlich des Bahndammes Richtung Drachental/Schierschwende. Seit 1994 geschützt. | Bild gesucht   |
|     | Mühlhausen/Thüringen, OT Eigenrieden - 4 Linden am Dorfanger                                | Sommerlinden (Tilia platyphyllos)                   | 51° 12′ 34,9″ N, 10° 19′ 36,8″ O | Mühlhausen/Thüringen                  | Eigenrieden             | Vier etwa 250 Jahre alte Bäume in der Ortslage auf dem Dorfanger. Seit 1936 geschützt. | Bild gesucht   |
|     | Linde (oberhalb Friedhof)                                                                   | Sommerlinden (Tilia platyphyllos)                   | 51° 11′ 43,4″ N, 10° 15′ 44,3″ O | Südeichsfeld                          | Faulungen               | Über der Ortslage in der Nähe des Friedhofs und der Grotte. Seit 1936 geschützt. | Bild gesucht   |
|     | Südeichsfeld, OT Faulungen - Linde am Anger                                                 | Sommerlinden (Tilia platyphyllos)                   | 51° 12′ 34,9″ N, 10° 15′ 44,3″ O | Südeichsfeld                          | Faulungen               | In der Ortslage (Anger) unterhalb der Kirche. Seit 1936 geschützt. | Bild gesucht   |
|     | Mühlhausen, OT Felchta - Linde (Kirchlinde)                                                 | Sommerlinde (Tilia platyphyllos)                    | 51° 11′ 28,7″ N, 10° 26′ 30,1″ O | Mühlhausen/Thüringen                  | Felchta                 | Etwa 300 Jahre alter, etwa 17 m hoher Baum mit 5,50 m Umfang in der Ortslage, nördlich neben der Kirche. Seit 1936 geschützt.                                                                                                  | Bild gesucht   |
|     | Großvargula - die Linde (Kirchlinde)                                                        | Sommerlinde (Tilia platyphyllos)                    | 51° 11′ 15″ N, 10° 47′ 1″ O      | Großvargula                           | Großvargula             | Über 200 Jahre alter, etwa 20 m hoher Baum mit 4,70 m Umfang neben der Kirche. Seit 1937 geschützt. |                |
|     | Südeichsfeld, OT Heyerode - 2 Linden an der Obermühle                                       | Sommerlinde (Tilia platyphyllos)                    | 51° 9′ 18″ N, 10° 19′ 24,6″ O    | Südeichsfeld                          | Heyerode                | Zwei im Jahr 1826 gepflanzte, etwa 26 und 25 m hohe Bäume bei der Obermühle östlich der Straße nach Hallungen. Seit 1941 geschützt.                                                                                            | Bild gesucht   |
|     | Südeichsfeld, OT Heyerode - 4 Linden an der Straße nach Diedorf                             | Sommerlinde (Tilia platyphyllos)                    | 51° 9′ 54″ N, 10° 18′ 50″ O      | Südeichsfeld                          | Heyerode                | Vier etwa 120 Jahre alte Linden am Ortsausgang an der Straße nach Diedorf. Seit 1941 geschützt. | Bild gesucht   |
|     | Südeichsfeld, OT Heyerode - Pyramideneiche                                                  | Stieleiche (Quercus robur f. „fastigiata“)          | 51° 9′ 54,4″ N, 10° 19′ 17,4″ O  | Südeichsfeld                          | Heyerode                | seit 5. März 2012 geschützt. Etwa 250 Jahre alt. |                |
|     | Unstruttal, OT Horsmar - 2 Eichen (Franzoseneichen)                                         | Stieleichen (Quercus robur)                         | 51° 17′ 46″ N, 10° 24′ 26,6″ O   | Unstruttal                            | Horsmar                 | nördlich von Horsmar auf dem Balzenberg. Seit 1936 geschützt. | Bild gesucht   |
|     | Unstruttal, OT Horsmar - Linde „Backstorlinde“                                              | Winterlinde (Tilia cordata)                         | 51° 16′ 38,6″ N, 10° 24′ 26,6″ O | Unstruttal                            | Horsmar                 | An Straßenkreuzung am Ortsausgang nach Zella und Lengefeld. Seit 1936 geschützt. |                |
|     | Kammerforst - Linde (Forsthaus Reckenbühl)                                                  | Sommerlinde (Tilia platyphyllos)                    | 51° 6′ 7,2″ N, 10° 23′ 36,2″ O   | Kammerforst                           | Kammerforst             | 2024 nicht auf der Naturdenkmalliste. Etwa 200 Jahre alter, etwa 24 m hoher Baum mit 5,20 m Umfang. Seit 1937 geschützt. Das Forsthaus wurde bis 1945 als solches genutzt und bis 1968 bewohnt, ist jedoch heute abgetragen.   | Bild gesucht   |
|     | Volkenrodaer Eiche                                                                          | Stieleiche (Quercus robur)                          | 51° 15′ 9″ N, 10° 34′ 17″ O      | Körner                                | Volkenroda              | Über 600 Jahre alter, etwa 23 m hoher Baum mit 9,90 m Umfang. Standort nördlich der Straße nach Obermehler. Seit 2005 geschützt.                                                                                               | weitere Bilder |
|     | Gemeinde Vogtei, OT Langula - eine alte Linde am Lehdeborn                                  | Sommerlinde (Tilia platyphyllos)                    | 51° 8′ 48,5″ N, 10° 23′ 4,9″ O   | Vogtei                                | Langula                 | Etwa 23 m hoher Baum im Hainich neben einer Quelle. |                |
|     | Unstruttal, OT Kleinkeula - Linde im Hagelholz                                              |                                                     | 51° 19′ 20,3″ N, 10° 29′ 35,5″ O | Unstruttal                            | Kleinkeula              | seit 5. März 2012 geschützt. | Bild gesucht   |
|     | Klettstedt - Buche                                                                          |                                                     | 51° 8′ 35,2″ N, 10° 44′ 52,8″ O  | Bad Langensalza                       | Klettstedt              | seit 5. März 2012 geschützt | Bild gesucht   |
|     | Gemeinde Vogtei - 3 Linden (Mallinden)                                                      | 1 Sommerlinde, 2 Winterlinden                       | 51° 9′ 42,2″ N, 10° 26′ 7,7″ O   | Vogtei                                | Oberdorla               | Baumgruppe auf Hügel an der Landstraße. Seit 1936 geschützt. | weitere Bilder |
|     | Südeichsfeld, OT Schierschwende - Esche am Gut Schönberg                                    | Gewöhnliche Esche (Fraxinus excelsior)              | 51° 8′ 16,8″ N, 10° 16′ 56,3″ O  | Südeichsfeld                          | Schierschwende          | Etwa 200 Jahre alter, 22 m hoher Baum mit 4,90 m Umfang an Weg nördlich des Gutes. Seit 2004 geschützt. |                |
|     | Südeichsfeld, OT Schierschwende - Lindenhecke                                               | Sommerlinde (Tilia platyphyllos)                    | 51° 9′ 1,4″ N, 10° 16′ 10,2″ O   | Südeichsfeld                          | Schierschwende          | Zwei etwa 150 und 120 Jahre alte, 17 und 15 m hohe Einzelbäume südlich der Ortslage. Seit 2004 geschützt. | weitere Bilder |
|     | Schlotheim - Stieleiche am Königsholz                                                       | Stieleiche (Quercus robur)                          | 51° 14′ 10,3″ N, 10° 39′ 32,4″ O | Nottertal-Heilinger Höhen             | Schlotheim              | Etwa 400 Jahre alter, 19 m hoher Baum mit 4,40 m Umfang am südlichen Stadtrand beim Funkturm. Seit 2004 geschützt. |                |
|     | Sundhausen - Linde (Angerlinde)                                                             | Sommerlinde (Tilia platyphyllos)                    | 51° 9′ 25,9″ N, 10° 42′ 58″ O    | Sundhausen                            | Sundhausen              | Etwa 200 Jahre alter, 25 m hoher Baum mit 5,20 m Umfang in der Ortslage. Seit 1937 geschützt. | Bild gesucht   |
|     | Tottleben - die Linde                                                                       | Sommerlinde (Tilia platyphyllos)                    | 51° 9′ 51,8″ N, 10° 45′ 11,2″ O  | Tottleben                             | Tottleben               | Etwa 7 m hoher Baum mit 3,60 m Umfang an Straßenkreuzung im Ortsbereich. Seit 1937 geschützt. | Bild gesucht   |
|     | Weberstedt - die 3 alten Eiben (Friedhof)                                                   | Gewöhnliche Eibe (Taxus baccata)                    | 51° 6′ 30,6″ N, 10° 31′ 0,8″ O   | Unstrut-Hainich                       | Weberstedt              | Etwa 200 Jahre alte, 8 m hohe dreistämmige Baumgruppe auf dem Friedhof. Seit 1937 geschützt. | Bild gesucht   |
|     | Weberstedt - eine Eibe (in Privatgarten)                                                    | Gewöhnliche Eibe (Taxus baccata)                    | 51° 6′ 34,2″ N, 10° 30′ 44,3″ O  | Unstrut-Hainich                       | Weberstedt              | Etwa 6 bis 7 m hohe Eibe auf Privatgrundstück in der Ortsmitte. Seit 1937 geschützt. | Bild gesucht   |
|     | Südeichsfeld, OT Wendehausen - eine alte Buche (Straße von Wendehausen nach Katharinenberg) | Rotbuche (Fagus sylvatica)                          | 51° 10′ 19,2″ N, 10° 14′ 41,6″ O | Südeichsfeld                          | Wendehausen             | Etwa 350 bis 400 Jahre alter, 25 m hoher Baum mit 4,60 m Umfang am Feldweg von Wendehausen nach Katharinenberg. Seit 1941 geschützt.                                                                                           | Bild gesucht   |
|     | Südeichsfeld, OT Wendehausen - Linden auf dem Karnberg                                      | Sommerlinden (Tilia platyphyllos)                   | 51° 9′ 51,1″ N, 10° 13′ 28,6″ O  | Südeichsfeld                          | Wendehausen             | Etwa 200 bis 250 Jahre alte, 20 m hohe Bäume an 1952 abgetragener Hofstelle in der Nähe des Grenzstreifens. Seit 2004 geschützt.                                                                                               | Bild gesucht   |
|     | Unstrut-Hainich, OT Alterstedt - 2 Eichen „Braut und Bräutigam“ beim Baumkronenpfad         | Trauben-Eichen (Quercus petraea)                    | 51° 4′ 55,9″ N, 10° 30′ 29,5″ O  | Unstrut-Hainich                       | Alterstedt              | Innerhalb des Nationalparks Hainich etwa 500 m westlich des Forsthauses Thiemsburg. Seit 1936 geschützt. | Bild gesucht   |
|     | Mülverstedt - Betteleiche im Hainich                                                        | Stieleiche (Quercus robur)                          | 51° 5′ 9″ N, 10° 24′ 7,8″ O      | Unstrut-Hainich                       | Mülverstedt             | Etwa 800 Jahre alter, 20 m hoher Baum mit 5,60 m Umfang am Kreuzungspunkt des Rennstiegs mit der Hohen Straße. Innerhalb des Nationalparks Hainich. Seit 1936 geschützt.                                                       | weitere Bilder |
|     | Birnbaum Kloster Naundorf                                                                   | Birnbaum                                            | Koordinaten fehlen! Hilf mit.    | Mittelsömmern                         |                         | Seit 6. Februar 2018 geschützt. | Bild gesucht   |
|     | Eiche Mittelsömmern                                                                         | Eiche                                               | Koordinaten fehlen! Hilf mit.    | Mittelsömmern                         |                         | Seit 6. Februar 2018 geschützt. | Bild gesucht   |
|     | Stieleichen im Breitloh                                                                     | Eiche                                               | Koordinaten fehlen! Hilf mit.    | Heyerode                              |                         | Seit 29. November 2019 geschützt. | Bild gesucht   |
|     | Eiche beim Harth-Haus                                                                       | Eiche                                               | Koordinaten fehlen! Hilf mit.    | Mühlhausen                            |                         | Seit 23. Dezember 2019 geschützt. | Bild gesucht   |
|     | Linde am Sambacher Steingraben                                                              | Linde                                               | Koordinaten fehlen! Hilf mit.    | Bad Langensalza/Grumbach              |                         | Seit 10. November 2021 geschützt. | Bild gesucht   |

## Flächennaturdenkmale
Die auf der Grundlage des Landeskulturgesetzes der DDR ausgewiesenen Flächennaturdenkmale sind mit heutigen geschützten Landschaftsbestandteilen vergleichbar.